# پاینهرست (آیداهو)
پاینهرست (به انگلیسی: Pinehurst) شهری در شهرستان شوشونی ایالت آیداهو است که جمعیت آن در سرشماری سال ۲۰۱۰ میلادی ۱٬۶۱۹ نفر بوده است.

## موقعیت جغرافیایی
موقعیت جغرافیایی شهرها و مناطق اطراف به شرح زیر است: